# جواز سفر تشيكي
جواز السفر التشيكي هو وثيقة السفر الدولية التي تصدر لمواطني جمهورية التشيك، ويمكن أن تكون الجواز أيضا دليلا على المواطنة التشيكية. يستطيع حامل الجواز السفر دوليا، والجواز يسهل عملية تأمين المساعدة من قبل موظفي القنصلية التشيكية في الخارج أو غيرها من الدول الأعضاء في الاتحاد الأوروبي إذا كانت القنصلية التشيكية غائبة، إذا لزم الأمر.
وفقا لمؤشر قيود التأشيرة لعام 2014 ، يمكن لمواطني التشيك زيارة 162 دولة بدون تأشيرة أو بالتأشيرة لدى الوصول. يمكن لمواطني التشيك العيش والعمل في أي دولة من دول الاتحاد الأوروبي بسبب بند حرية الحركة والإقامة الممنوحة في المادة رقم 21 من معاهدة الاتحاد الأوروبي.

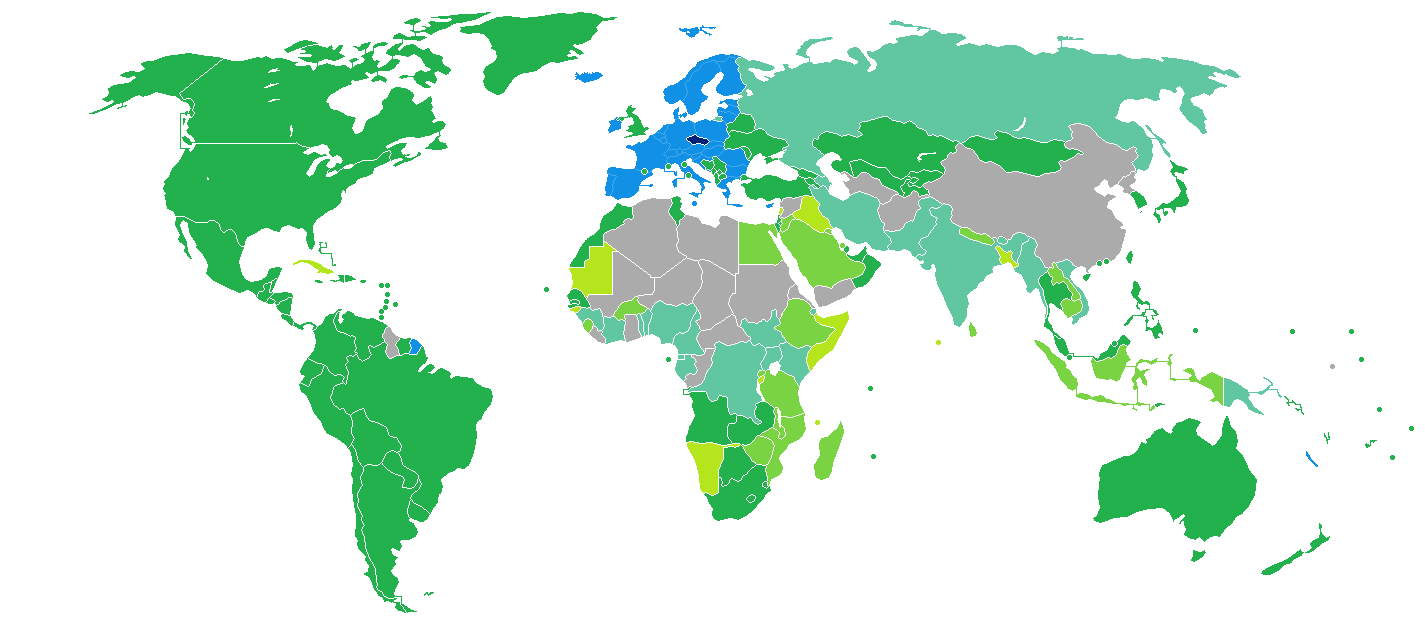
البلدان والأقاليم التي لا تفرض تأشيرة أو تطلب تأشيرة دخول عند الوصول للجهة، لحاملي جوازات السفر التشيكية العادية.